# Ахметшин, Марс Аглиуллович
Марс Аглиуллович Ахметшин (баш. Әхмәтшин Марс Әһлиулла улы; 21 февраля 1948 год, Сафарово, Миякинский район, Башкирская АССР) — писатель.
Заслуженный работник культуры Республики Башкортостан (1997) и Российской Федерации (2008). Член Союза писателей Российской Федерации и Республики Башкортостан(1993).

## Биография
Марс Аглиуллович Ахметшин родился 21 февраля 1948 года в деревне Сафарово Миякинского района Башкирской АССР, ныне Республики Башкортостан.
В 1976 году окончил Башкирский государственный университет.
Трудовую деятельность начал в 1970 году в республиканской газете для детей и юношества «Пионер Башкортостана», где проработал десять лет в качестве заведующего отделом, ответственного секретаря.
С 1980 года работает на должности заместителя главного редактора республиканского литературно-художественного журнала для женщин и семьи «Башкортостан кызы» («Дочь Башкортостана»).
С 1986 года главный редактор Государственного комитета Башкирской АССР по телевидению и радиовещанию.
С 1991 года директор Башкирского отделения Литературного фонда Российской Федерации, член Международного литературного фонда.

## Творчество
Литературное творчество Ахметшина началось в 90-е годы ХХ столетия. В эти годы он пишет занимательные и оригинальные рассказы для детей и юношества, для малышей создает сказки, проникнутые теплом и лиризмом. Его произведения наполнены стремлением раскрыть ростки доброты, честности, бескорыстия в хрупких детских душах.
Большое место в его творчестве место занимает вопросы этнопедагогики и взаимоотношения людей разных поколений. В повестях и рассказах для взрослых поднимает актуальные морально-этические проблемы, правдиво описывает явления современной жизни с точки зрения здоровой нравственности, с позиции вековых духовных ценностей. В произведениях также талантливо раскрывает проблемы современной молодежи, осмысливает темы, волнующие молодых людей.

### Книги
- Мы встретимся, Ринго!: Рассказы. Уфа: Башкнигоиздат, 1990. (баш.)
- Выйди на встречу, Гульсира!: Рассказы. Уфа: Китап, 1993. (баш.)
- Пожар: Повесть, рассказы. Уфа: Изд-во Башк. отд. ВОС, 2000. (баш.),  (рус.)
- Падение: повести, Рассказы, новеллы, сказки. М:Голос-Пресс, 2005.
- Четвёртый стол: Повести, рассказы, миниатюры. Уфа: Китап, 2008. (баш.)
- Рядом с отцами: Рассказы. Уфа: Китап, 2010. (баш.)

## Награды и премии
- Заслуженный работник культуры Республики Башкортостан (1997)
- Заслуженный работник культуры Российской Федерации (2008)